# Phalacrus saueri
Phalacrus saueri là một loài bọ cánh cứng trong họ Phalacridae. Loài này được èvec miêu tả khoa học năm 2006.